# F+F Schule für Kunst und Design

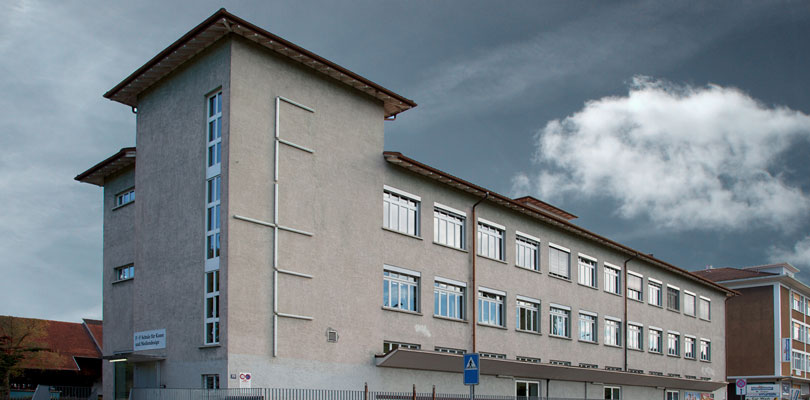
Das Hauptgebäude der F+F an der Flurstrasse 89

Die F+F Schule für Kunst und Design ist die grösste unabhängige Kunst- und Gestaltungsschule der Schweiz. Neben der Merz Akademie in Stuttgart ist sie inzwischen die älteste unabhängige Kunst- und Gestaltungsschule Europas.
Die Schule wird von einer durch die Stadt Zürich und dem Verein F+F eingerichteten Stiftung getragen und erhält Subventionen von Kanton und Stadt Zürich. Die F+F ist ein Non-profit-Unternehmen. Laut Jahresbericht 2019/20 besuchen 270 Schüler, Lernende und Studierende die Schule. Rund 500 Jugendliche und Erwachsene absolvieren Kurse.

## Geschichte
Die Schule wurde 1971 als F+F Schule für experimentelle Gestaltung (F+F für Form und Farbe) von Doris Stauffer und Serge Stauffer und Bendicht Fivian, Peter Gygax, Peter Jenny und Hansjörg Mattmüller gegründet.
Vorausgegangen waren jahrelange Auseinandersetzungen um eine zeitgemässe Künstlerausbildung in Zürich. Die F+F sollte eine Alternative zur Kunstgewerbeschule Zürich KGSZ sein und ging aus deren Klasse F + F (Form Farbe) hervor. Somit wurde 1971 die erste Kunstausbildung der Deutschschweiz an der F+F etabliert, denn die staatlichen Kunstgewerbeschulen richteten ihre Ausbildungen nur auf die angewandten Künste aus.
Zu Beginn war die Schule als Verein organisiert, seit 2006 wird sie von einer nicht-gewinnorientierten Stiftung getragen. Dem Stiftungsrat gehören und gehörten Persönlichkeiten aus Politik und Kultur an, so u. a. Jean-Pierre Hoby, Werner Kieser, Samir, Walter Keller, Juri Steiner. Derzeitiger Stiftungsratspräsident ist Rolf Staub. Stadt Zürich und Kanton Zürich entrichten Betriebsbeiträge an die Schule.
Die ersten Unterrichtsräume waren an verschiedenen Standorten über die Stadt verteilt, darunter auch im Jugendzentrum Drahtschmidli, das im Mittelpunkt der politisch bewegten 1980er Jahre stand. Seit dieser Zeit nutzt die F+F auch ein Atelier in der Roten Fabrik. Die Schule ist heute in einem funktionalen Lager- und Bürohaus in der Flurstrasse 89 in Zürich Albisrieden untergebracht. Das Gebäude wurde 1949 als fünfstöckiger Stahlbeton-Skelettbau vom Architekt Gottlieb Welti errichtet, gehört inzwischen zur Immobiliengruppe von Max Maag und beherbergte bis 2003 die Kunstsammlung der UBS. Durch einen von dem Architekten Stephan Rutz zusammen mit der Schulleitung der F+F und mit Unterstützung des Präsidialdepartements der Stadt Zürich durchgeführten Umbau wurde das Lagergebäude für die Zwecke der Kunstschule hergerichtet. Im Parterre befindet sich die öffentliche F+F-Kantine. Seit 2015 ist die Druckwerkstatt Zitropress im Hauptgebäude eingemietet, seit 2018 der Fotomaterialverleih Nomad im Annexgebäude. Die Atelierräume der Fachklasse Grafik befinden sich an der Flurstrasse 95, sie wurden ebenfalls vom Architekt Stephan Rutz umgebaut. An der Flurstrasse 93 sind die Ateliers des Studiengangs Modedesign, die Fachklasse Fotografie sowie das Fotostudio untergebracht.
Die bisherigen Rektoren der F+F waren Hansjörg Mattmüller (1971–2000), Sandi Paucic (2000–2011) und Andreas Vogel (2011–2015). Aktuell leitet Christoph Lang die F+F.
Anlässlich des 50-jährigen Bestehens realisierte Michael Hiltbrunner vom Institute for Contemporary Art Research IFCAR der Zürcher Hochschule der Künste die online Archiv-Ausstellung F+F 1971. Im Rahmen des Jubiläums fanden auch das Festival Radical Education am Migros Museum für Gegenwartskunst in Zürich und die Archivausstellung 51 Jahre Experiment F+F in der Kunsthalle Bern statt. Ebenfalls 2021 wurde der F+F für ihren «grossen, vielfältigen und verantwortungsvollen Einsatz bei der künstlerischen Ausbildung junger Menschen» der Social Sculpture Award 2021 verliehen.
Die F+F ist Mitglied von Swiss Design Schools SDS (Dachorganisation der öffentlich-rechtlichen Schulen für Gestaltung und höheren Fachschulen Gestaltung und Kunst), der Schweizer Konferenz der Höheren Fachschulen K-HF und der Konferenz Bildschulen Schweiz. Sie nimmt am Swiss-European Mobility Programme (vormals Erasmus) teil.

## Aus- und Weiterbildungen
Die F+F verfügt über das eduQua-Zertifikat. Bereits seit den siebziger Jahren kann an der F+F der gestalterische Vorkurs besucht werden, als einjährige Vollzeitausbildung und seit neuerem auch berufsbegleitend. Die F+F bietet auch staatlich anerkannte Bildungsgänge mit HF-Diplom (Bildende Kunst, Fotografie, Visuelle Gestaltung, Film und Modedesign) an, die im Unterschied zur Ausbildung an den Schweizer Kunst- und Designhochschulen keine Matur (Abitur) voraussetzen. Die Fachklassen Grafik und Fotografie sind schulische Lehrgänge mit Eidgenössische Fähigkeitszeugnis (EFZ), die auch mit der gestalterischen Berufsmaturität abgeschlossen werden können. Die öffentliche Weiterbildung der F+F umfasst Abend- und Wochenendkurse sowie Jugendkurse für 11- bis 16-Jährige.
An der F+F unterrichten jedes Jahr über 200 Dozierende aus den Bereichen Kunst, Gestaltung, Fotografie, Film, Film, Mode und Kulturwissenschaft, darunter Samuel Ammann, Peter Jenny, Mike Hentz, Ursula Niemand, Ursula Palla, Barbara Ellmerer, Luigi Archetti, Ruedi Bechtler, Gerhard Johann Lischka, Walter Pfeiffer, Kurt Früh, Peter Trachsel, Hans-Rudolf Lutz, Norbert Klassen, Frantiček Klossner, Rolf Lyssy, Hannes Binder, Robert A. Fischer, Birgit Kempker, Monika Dillier, Verena Voiret, Clare Goodwin, Sandi Paucic, Anton Bruhin, Peter K. Frey, Sabine Hagmann, Andrea Gohl, Ilia Vasella, Daniel Hauser, Marie-Antoinette Chiarenza, Ana Hofmann, Sabian Baumann, Andreas Dobler, Rafael Kouto, Karoline Schreiber, Eliane Rutishauser, Rainer Maria Trinkler (Filmkollektiv Zürich), Christian Frei, Mirjam von Arx, André Vladimir Heiz.
Wichtig für die Ausbildung sind und waren auch regelmässig für Vorträge, Seminare und Workshops eingeladene internationale Gäste, u. a. Marina Abramovic, Jean Baudrillard, James Lee Byars, Valie Export, Dan Graham, Ulrike Grossarth, Jörg Immendorff, Jürgen Klauke, Boris Nieslony, Urs Lüthi, Franz Erhard Walther, Wolfgang Weingart, Oswald Wiener und viele mehr.

## Ehemalige F+F-Schüler und Studierende
- Tula Roy (* 1934), Filmemacherin
- Liliane Csuka (* 1935), Künstlerin und Kunstförderin
- Christian Rothacher (1944–2007), Maler und Konzeptkünstler
- H. R. Fricker (1947–2023), Konzeptkünstler
- Peter Trachsel (1949–2013), Künstler und Kunstorganisator
- M. Vänçi Stirnemann (* 1951), Künstler, Autor und Kurator
- Gitta Gsell (* 1953), Filmregisseurin
- Ernst Thoma (1944–2007), Mediakünstler, Komponist, Musiker und Sounddesigner
- Barbara Ellmerer (* 1956), Malerin und Zeichnerin
- Christian Philipp Müller (* 1957), Konzeptkünstler, Fotograf und Bildhauer
- Klaudia Schifferle (* 1958), Malerin, Bildhauerin, Zeichnerin und Musikerin
- Muda Mathis (* 1959), Performancekünstlerin und Musikerin
- Veit F. Stauffer (1959–2024), Plattenverkäufer und Konzertveranstalter
- Stephan Eicher (* 1960), Chansonnier
- Walter Pfeiffer (* 1946), Grafiker und Fotograf
- Gertrud Pinkus (* 1944), Film- und Theaterregisseurin
- Frantiček Klossner (* 1960), Künstler
- Bessie Nager (1962–2009), Künstlerin
- Christine Hunold (* 1959), Künstlerin, Kuratorin
- Ursula Palla (* 1961), Künstlerin
- Philipp Meier, Klubkurator und ehemaliger Co-Direktor des Cabaret Voltaire
- Heinz Misteli (* 1936), Eisenplastiker, Maler, Restaurator und Antiquitätenhändler
- Costa Vece (* 1969), Video- und Installationskünstler
- Petra Volpe (* 1970), Drehbuchautorin und Regisseurin
- O’Neil Bürgi (* 1981), Filmemacher, Gestalter und Filmeditor
- Lauren Wildbolz (* 1981), vegane Köchin
- Hannes Baumgartner (* 1983), Regisseur und Drehbuchautor
- Elena Könz (* 1987), Snowboarderin
- Stefan Kaegi (* 1972), Künstler in Rimini Protokoll
- René Fahrni (* 1977), Künstler
- Gregory Hari (* 1993), Künstler
- Wathiq Al-Ameri (* 1998), Künstler
- Johanna Bossart (* 1977), Fotografin, Künstlerin